# 王揆 (清朝)
王揆（？—？），字端士，號芝廛，直隸太倉州（今江蘇太倉市）人，清朝政治人物。

## 生平
畫家王時敏之次子。崇禎十二年（1639年）己卯科應天鄉試舉人，順治十二年（1655年）乙未科進士。工詩，著有《芝廛集》，《晚晴簃詩匯》錄其詩一首。
- 《壬辰北归居枫桥别业》

归来投别业，鸡犬一庭前。
雪重千门树，湖吞万井烟。
鸱夷寒食庙，虾菜夕阳船。
何似营平路。黄沙猎火天。

## 家族
兄康熙年間文淵閣大學士兼禮部尚書王掞，弟王撰。王揆有子王原祁、武清縣知縣王原博。有一女適蔣燦曾孫蔣文滂，生子蔣棨。孫成都府知府王瞻，乃江南蔣氏望族雲貴總督蔣陳錫女婿。